# سوسری‌سانان
سوسری‌سانان (نام علمی: Blattodea) نام یک راسته از رده حشره است.

## تیره‌ها
- سوسک
  - سوسک‌های بزرگ
  - Blattellidae
  - سوسک‌های بلاتیدائه
  - سوسک‌های قهوه‌ای‌پوش
  - سوسک‌های شنی
  - Nocticolidae
  - Tryonicidae
  - Lamproblattidae
- موریانه
  - Cratomastotermitidae
  - موریانه داروین
  - موریانه‌های نم‌چوب
  - Archotermopsidae
  - موریانه‌های خرمن‌بردار
  - Stolotermitidae
  - Kalotermitidae
  - Archeorhinotermitidae
  - Stylotermitidae
  - Rhinotermitidae
  - Serritermitidae
  - موریانگان